# Caesaromagus (Beauvais)
Caesaromagus ist der antike Name der heutigen Stadt Beauvais im Département Oise, die als römische Stadt in Gallien gegründet wurde. Die Stadt war der Hauptort der Civitas der Bellovaker. Lange Zeit wurde angenommen, dass Caesaromagus aus der Stadt Bratuspantium hervorgegangen sei, die in Gaius Iulius Caesars Commentarii de bello Gallico als Rückzugsort der Bellovaker erwähnt wird. Die Stadt scheint jedoch eine römische Neugründung unter Augustus gewesen zu sein. Es fanden sich bisher keine Reste einer keltischen Vorgängersiedlung und es ließen sich keine vorrömischen Befestigungen nachweisen.
Die Stadt wird auf der Tabula Peutingeriana genannt.
Caesaromagus war eine Römische Stadt, mit sich rechtwinklig kreuzende Straßen. Von dieser Stadtbebauung fanden sich ein Bad des 2. Jahrhunderts, Wohnbauten wohlhabender Bürger (mit Hypokausten) und im Norden ein Tempel. Eine rundliche Gebäudestruktur, vom Ende des 2. oder Beginn des 3. Jahrhunderts, deren Funktion unsicher ist, gehörte vielleicht zu einem öffentlichen Gebäude. Außerhalb der Stadt fand sich eine umfangreiche Nekropole.
In der zweiten Hälfte des 3. Jahrhunderts wurde die Stadt nach einer Plünderung mit einer Mauer versehen. Schon für diese Zeit ist ein Bischof belegt. 320 soll Kaiser Konstantin die Stadt besucht haben. 